# Circuit de Thuin
Le Circuit de Thuin était une course automobile belge de type Grand Prix par catégories distinctes, organisée par le RAC de Charleroi durant la fin des années 1920 trois années de rang, à Thuin (essentiellement au mois de juin).

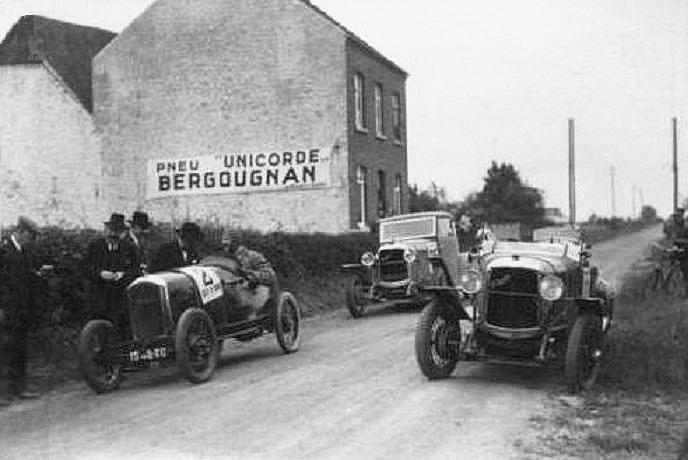
Départ du Circuit de Thuin, le 12 juin 1927.

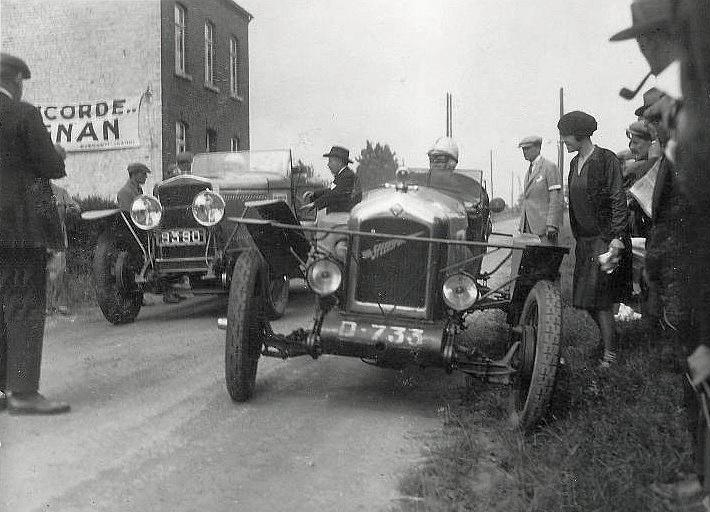
Départ du Circuit de Thuin en juin 1927 (Georges Bourianou à droite).

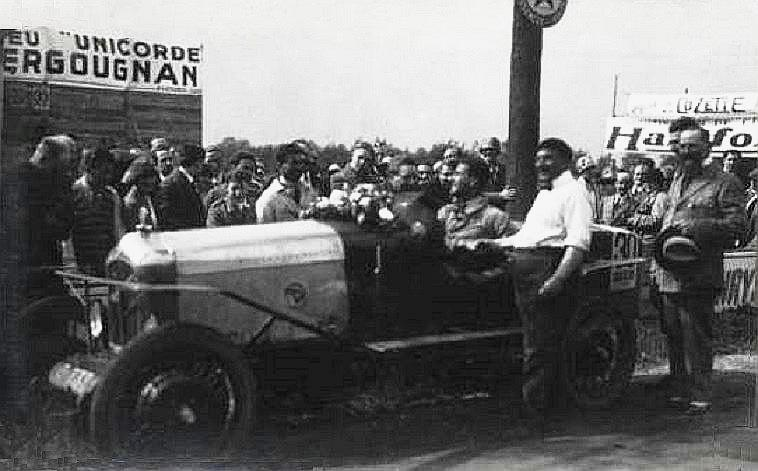
Circuit de Thuin le 12 juin 1927, Georges Bourianou sur "Speedsport" version route (à garde-boues).

## Historique
Le circuit de 4,5 kilomètres était à parcourir 22 fois, soit une distance de 100 kilomètres pour chaque classe de concurrents (excepté la course féminine de 1928, en clôture de meeting sur une longueur réduite de moitié (vainqueur Melle Marlier sur Georges Irat) et en 1929 pour toutes les courses (500 mètres rajoutés, plus une course à handicap de clôture sur 20 tours).
Le constructeur Bugatti a remporté toutes les éditions proposées pour cet évènement, dans la catégorie la plus élevée. La crise économique de la fin des années 1920 entraîna l'arrêt de ce circuit routier. Le double vainqueur Freddy Charlier décéda quinze jours après son second succès, lors des 24 Heures de Spa.

## Palmarès
| Année | Date         | Vainqueur       | Voiture |
| ----- | ------------ | --------------- | ------- |
| 1927  | 12 juin      | Joseph Reynartz | Bugatti |
| 1927  | 18 septembre | Freddy Charlier | Bugatti |
| 1928  | 10 juin      | Josef Delzaert  | Bugatti |
| 1929  | 23 juin      | Freddy Charlier | Bugatti |

## Remarque

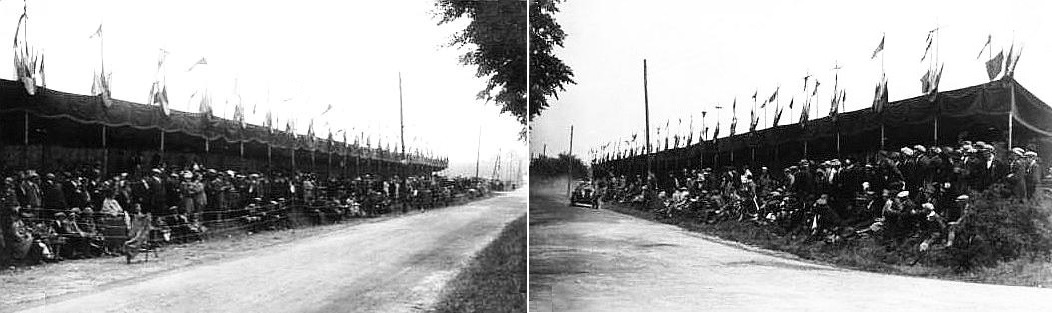
La tribune du Circuit de Thuin, en juin 1927.

- Le 12 juin 1927, trois autres courses d'importance ont lieu simultanément, les GP de Rome, de Picardie et du circuit des Gattières.